# Autorretrato de Rembrandt de 1628

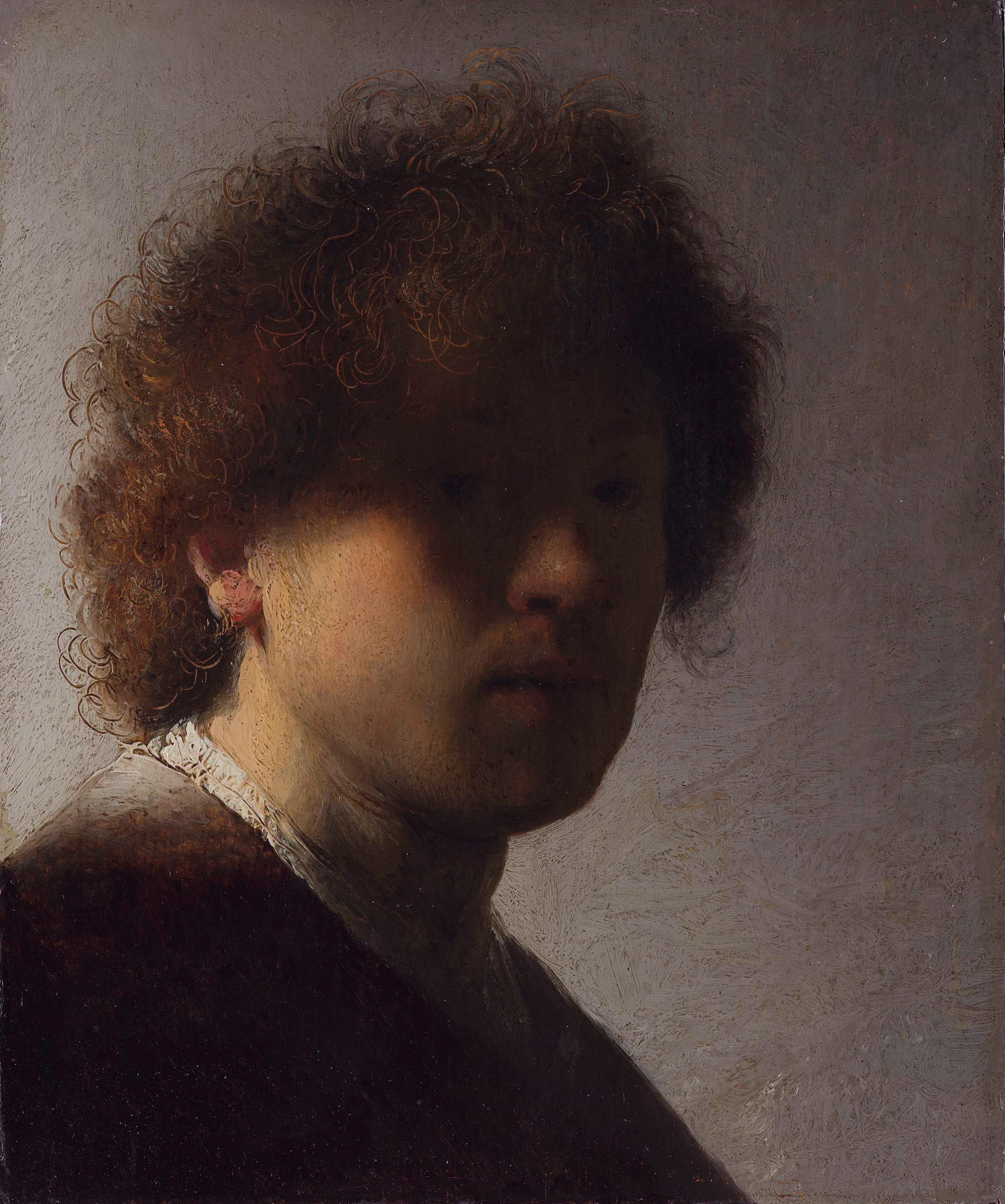

El Autorretrato de 1628, o Autorretrato con cabello despeinado es un de los primeros autorretratos del artista holandés Rembrandt, actualmente en el Rijksmuseum. Data de 1628 y es un ejercicio en claroscuro. Es uno de los autorretratos de Rembrandt más antiguos.